# 747 (numero)
Settecentoquarantasette (747) è il numero naturale dopo il 746 e prima del 748.

## Proprietà matematiche
- È un numero dispari.
- È un numero composto, con sei divisori: 1, 3, 9, 83, 249, 747. Poiché la somma dei suoi divisori (escluso il numero stesso) è 345 < 747, è un numero difettivo.
- È un numero palindromo e un numero ondulante nel sistema numerico decimale.
- È parte delle terne pitagoriche (747, 996, 1245), (747, 3320, 3403), (747, 3404, 3485), (747, 10320, 10347), (747, 30996, 31005), (747, 93000, 93003), (747, 279004, 279005).
- È un numero odioso.

## Astronomia
- 747 Winchester è un asteroide della fascia principale del sistema solare.
- NGC 747 è una galassia spirale della costellazione della Balena.

## Astronautica
- Cosmos 747 è un satellite artificiale russo.